# Peroxisomale Krankheit
Peroxisomale Krankheiten sind seltene angeborene Störungen der Bildung oder  Funktion der Peroxisomen (strukturell abgrenzbarer Bereiche einer Zelle mit besonderen Funktionen).
Synonyme sind: Peroxisomopathie; Peroxisomale Störung; peroxisomale Stoffwechselstörung

## Einteilung
Unterschieden werden kann zwischen Störungen der Peroxisomenbildung und Störung einzelner peroxisomaler Enzyme.

## Peroxisomendefekte
Hierbei ist die Bildung der Peroxisomen gestört, daher werden diese Defekte auch als generalisierte peroxisomale Erkrankungen, als Peroxisomale Biogenesedefekte oder Peroxisomenbiogenesedefekt  (PBD) bezeichnet. Es sind alle peroxisomalen Enzymsysteme gestört. Die Vererbung erfolgt autosomal-rezessiv oder seltener X-chromosomal.
Hierzu zählen folgende Erkrankungen:
- Zellweger-Syndrom, Atypisches Zellweger-Syndrom
- Rhizomele Chondrodysplasia punctata Typ 1 (Mutation des PEX7-Gens)
- Neonatale Adrenoleukodystrophie (NALD)
- Infantiles Refsum-Syndrom (Infantiler Morbus Refsum; IMR)

## Peroxisomale Enzymdefekte
Hier ist nicht die Bildung der Peroxisomen gestört, sondern einzelne Enzyme in den Peroxisomen. Einige solcher isolierter Enzymdefekte können Veränderungen wie bei den generalisierten Peroxisomendefekten hervorrufen, andere führen zu bestimmten Krankheiten aufgrund des Funktionsverlustes eines Enzymes. Die klinischen Erscheinungen zeigen Überschneidungen bei der  Rhizomelen Chondrodysplasia punctata und der X-chromosomalen Adrenoleukodystrophie.
In diese Gruppe werden folgende Erkrankungen gezählt:
- Pseudo-Zellweger-Syndrom (Mutation der Acyl-CoA-Oxidase)
- X-chromosomale Adrenoleukodystrophie (X-ALD) (sekundär durch peroxisomalen Transporterproteindefekt für VLCFA-CoA-Synthetase)
- Rhizomele Chrondrodysplasia punctata Typ 1 (Mutationen im PEX7-Gen), Typ 2 (Mutation im DHAPAT/GNPAT-Gen), Typ 5 (Mutationen im PEX5-Gen)
- Adulter Morbus Refsum

Ferner gehören in diese Gruppe:
- Ataxie, autosomal-rezessive, PEX2-assoziierte, Synonym: Milde peroxisomale Störung durch PEX2-Defizienz[5]
- Ataxie, autosomal-rezessive, durch PEX10-Mangel, Synonym: Milde peroxisomale Störung durch PEX10-Mangel[6]
- Ataxie, autosomal-rezessive, PEX16-assoziierte, Synonym: Milde peroxisomale Störung durch PEX16-Defizienz[7]
- Autosomal-rezessive spinozerebelläre Ataxie-Blindheit-Schwerhörigkeit-Syndrom, Synonyme: Ataxie, spinozerebelläre, autosomal-rezessive, Typ 3; Autosomal-rezessive spinozerebelläre Ataxie-Blindheit-Hörverlust-Syndrom; SCABD; SCAR3[8]
- CADDS, Synonyme: ABCD1-DXS1357E-Contiguous gene deletion-Syndrom; Zellweger-ähnliches-Contiguous gene delet|on-Syndrom[9]
- Fettsäure Acyl-CoA-Reduktase 1-Mangel[10] als Form eines Plasmalogenbiosynthesedefektes[11]
- Störung der peroxisomalen Alpha-, Beta- und Omegaoxidation[12]
  - Akatalasie
  - Gallensäuresynthesedefekt, kongenitaler, Typ 4[13]
  - Glutarazidurie Typ 3
  - Primäre Hyperoxalurie Typ I

## Klinische Erscheinungen
Bei dem aufgeführten breitem Spektrum an Ursachen sind auch die klinischen Merkmale variable und unterschiedlich. Unter anderem finden sich:
- neurologische Auffälligkeiten wie Enzephalopathie, Muskelhypotonie, Epilepsie, Schwerhörigkeit
- Skelettveränderungen wie kurze Oberarme oder Oberschenkel, Verkalkungen in den Epiphysen
- Gesichtsdysmorphie
- Augenveränderungen wie Retinopathie, Katarakt, Blindheit
- Lebererkrankungen wie Hepatitis beim Neugebornen, Hepatomegalie, Cholestase oder Leberzirrhose

## Diagnostik
Eine Diagnose kann durch Bestimmung überlangkettiger Fettsäuren (Very long chain fatty acid, VLCFA) erfolgen, deren Abbau ausschließlich in den Peroxisomen erfolgt, oder durch Bestimmung der Phytansäure oder der Plasmalogene.

## Pathologie
Derzeit sind 16 unterschiedliche Gene (PEX-Gene) bekannt, die für die Entstehung menschlicher Peroxisomen bedeutend sind.